# Sordariomicets
Els sordariomicets (Sordariomycetes) són una classe de fongs ascomicots de la subdivisió dels pezizimicotins (Pezizomycotina), consta de 15 ordres, 64 famílies, 119 gèneres i 10.564 espècies.
Els sordariomicets generalment produeixen els seus ascs dins d'ascocarps. Als Sordariomycetes també se'ls coneix com a Pyrenomycetes per la seva naturalesa d'aparèixer després del pas d'un incendi forestal. És una classe molt diversa morfològicament, en la forma de creixement i en l'hàbitat.

## Taxonomia
Segons la revisió de la taxonomia dels fongs de 2022:
Subclasse Diaporthomycetidae
- Annulatascales
- Atractosporales
- Calosphaeriales
- Diaporthales
- Distoseptisporales
- Jobellisiales
- Magnaporthales
- Myrmecridiales
- Ophiostomatales
- Pararamichloridiales
- Phomatosporales
- Sporidesmiales
- Tirisporellales
- Togniniales
- Xenospadicoidales

Subclass Hypocreomycetidae
- Cancellidiales
- Coronophorales
- Falcocladiales
- Glomerellales
- Hypocreales
- Microascales
- Parasympodiellales
- Torpedosporales

Subclass Lulworthiomycetidae
- Koralionastetales
- Lulworthiales

Subclass Pisorisporiomycetidae
- Pisorisporiales

Subclass Savoryellomycetidae
- Conioscyphales
- Fuscosporellales
- Pleurotheciales
- Savoryellales

Subclass Sordariomycetidae
- Boliniales
- Cephalothecales
- Chaetosphaeriales
- Coniochaetales
- Meliolales
- Phyllachorales
- Pseudodactylariales
- Sordariales

Subclass Xylariomycetidae
- Amphisphaeriales
- Delonicicolales
- Xylariales

## Gèneresincertae sedis
Els següents 108 gèneres dins la classe Sordariomycetes tenen una ubicació taxonòmica incerta classificada com a incertae sedis.
Abyssomyces —
Acerbiella'' —
Acrospermoides —
Ameromassaria —
Amphisphaerellula —
Amphisphaerina —
Amphorulopsis —
Amylis —
Anthostomaria —
Anthostomellina —
Apharia —
Apodothina —
Apogaeumannomyces —
Aquadulciospora —
Aquamarina —
Aropsiclus —
Ascorhiza —
Ascoyunnania —
Assoa —
Aulospora —
Azbukinia —
Bactrosphaeria —
Barrina —
Biporispora —
Bombardiastrum —
Brenesiella —
Byrsomyces —
Byssotheciella —
Caleutypa —
Calosphaeriopsis —
Caproniella —
Chaetoamphisphaeria —
Ciliofusospora —
Clypeoceriospora —
Clypeosphaerulina —
Cryptoascus —
Cryptomycina —
Cryptovalsa —
Cucurbitopsis —
Curvatispora —
Dasysphaeria —
Delpinoëlla —
Diacrochordon —
Dontuzia —
Dryosphaera —
Endoxylina —
Esfandiariomyces —
Frondisphaera —
Glabrotheca —
Heliastrum —
Hyaloderma —
Hydronectria —
Hypotrachynicola —
Iraniella —
Khuskia —
Konenia —
Kravtzevia —
Kurssanovia —
Lecythium —
Leptosacca —
Leptosphaerella —
Leptosporina —
Lyonella —
Mangrovispora —
Melomastia —
Microcyclephaeria —
Mirannulata —
Monosporascus —
?Naumovela —
?Neocryptospora —
Neolamya —
Neothyridaria —
Oceanitis —
Ophiomassaria —
Ornatispora —
Pareutypella —
Phomatospora —
Phyllocelis —
Plectosphaerella —
Pleocryptospora —
Pleosphaeria —
Pontogeneia —
Porodiscus —
Protocucurbitaria —
Pulvinaria —
Pumilus —
Rehmiomycella —
Rhamphosphaeria —
Rhizophila —
Rimaconus —
Rhopographella —
Rhynchosphaeria —
Rivulicola —
Romellina —
Saccardoëlla —
Sarcopyrenia —
Sartorya —
Scharifia —
Scoliocarpon —
Scotiosphaeria —
Servaziella —
Sporoctomorpha —
Stearophora —
Stegophorella —
Stellosetifera —
Stomatogenella —
Strickeria —
Sungaiicola —
Synsphaeria —
Tamsiniella —
Thelidiella —
Thyridella —
Thyrotheca —
Trichospermella —
Trichosphaeropsis —
Tunstallia —
Vleugelia —
Zignoina